# Insula (byggnad)

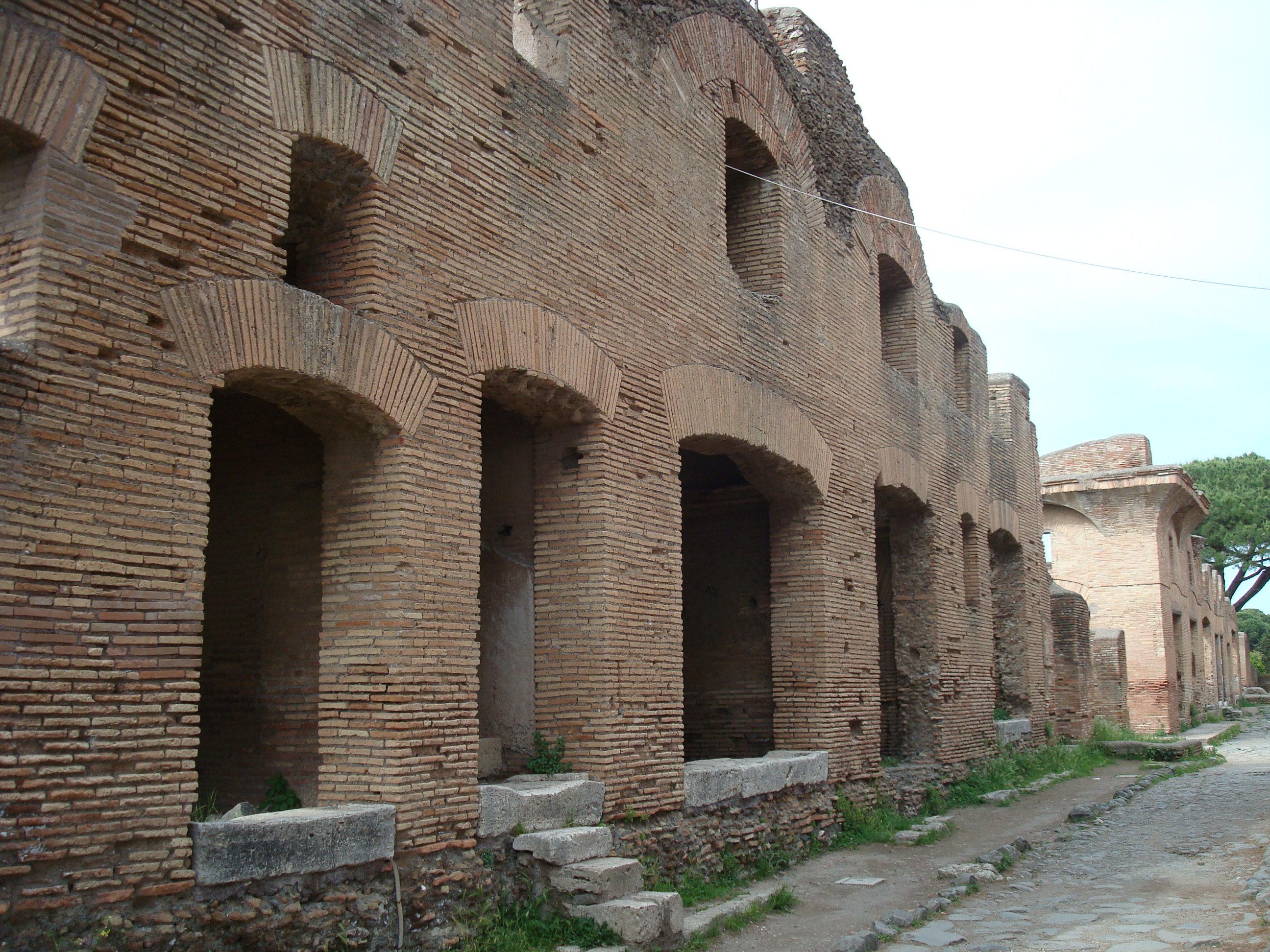
Insula i Roms hamnstad Ostia, från början av 100-talet e.Kr.

Insula (latin för "ö", plural insulae) var en typ av romerskt hyreshus. Ordet kan även syfta på hyreskvarter, upp till fem våningar höga (cirka 20 meter) med bland annat gemensamma latriner. Denna artikel behandlar typen av flerbostadshus (hyreskaserner). 

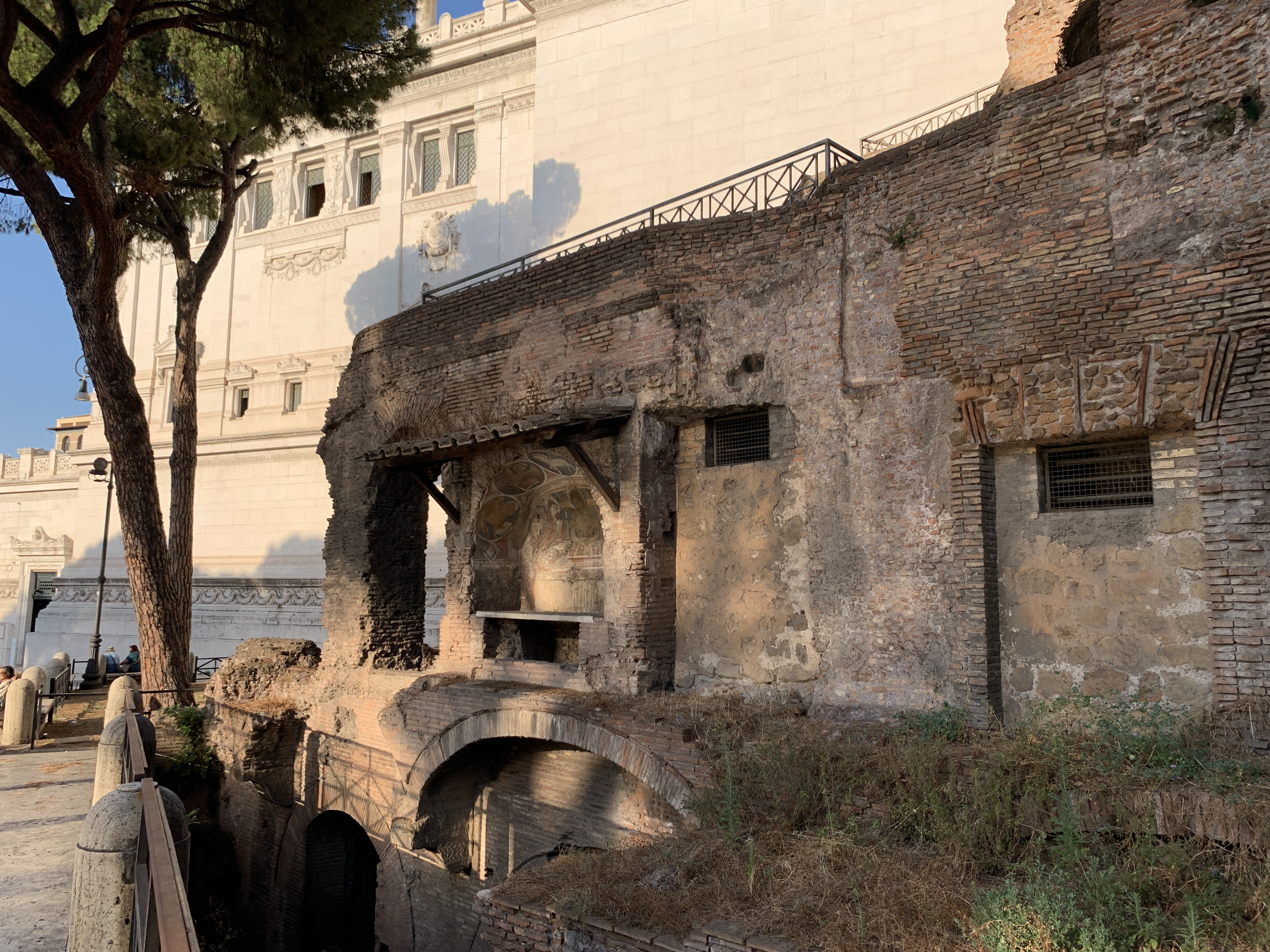
Rester av de översta våningarna på en insula nära Capitolium och Insula dell'Ara Coeli i Rom

Insulae hyste större delen av stadsmedborgarna i det antika Rom, som hade en enorm befolkning på 800 000 till 1 miljon invånare under den tidiga kejsarperioden. Invånarna i en insula var vanliga människor av lägre- eller medelklass (plebejerna) och alla utom de rikaste från den övre medelklassen (equites).
Den traditionella eliten och de mycket rika bodde i domus, större enfamiljsbostäder. De två typerna av bostäder blandades i staden utan att vara segregerade i separata stadsdelar. Bottenvåningen i en insula användes för tavernae, butiker och affärer, med bostäder ovanför. Precis som moderna hyreshus kunde en insula ha ett namn, vanligtvis hänvisande till byggnadens ägare. Ägarna var vanligtvis rika romare och även senatorer. En insula kunde också samägas, som Cicero, som ägde en åttondel av en insula och förmodligen tog in en åttondel av dess intäkter. Invånarna på insulan betalade hyra för att säkra sitt boende.

## Konstruktion
Strabon noterar att insula, liksom Domus, hade rinnande vatten och sanitet, men denna typ av bostäder byggdes ibland till minimal kostnad i spekulativa syften, vilket resulterade i insulae med dålig konstruktion. De byggdes i timmer, tegel och senare romersk betong och var benägna att brinna och kollapsa, vilket beskrivits av den romerske satirikern Juvenalis. Bland sina många affärsintressen spekulerade Marcus Licinius Crassus i fastigheter och ägde många insulae i staden. När en kollapsade på grund av dålig konstruktion, påstås Cicero ha sagt att han var glad att han kunde ta ut högre hyror för en ny byggnad än den som rasat. Bostadsrummen var typiskt mindre i byggnadens översta våningar, med de största och dyraste lägenheterna på de nedre våningarna.
Insulan kunde byggas upp till nio våningar, innan Augustus införde en höjdgräns på cirka 20 meter. Senare reducerades detta ytterligare, till cirka 18 meter. Den särskilt stora Insula Felicles eller Felicula låg nära Circus Flaminius i Regio IX. Den tidiga kristne författaren Tertullianus fördömer hybris i flervåningsbyggnader genom att jämföra Felicles med gudarnas höga hem. Det antas att en typisk insula skulle rymma mer än 40 personer på endast 330 m². En hel struktur kan dock omfatta cirka sex till sju lägenheter, var och en med cirka 90 m² golvyta. Den enda överlevande insulan i Rom är femvåningars Insula dell'Ara Coelimed med anor från andra århundradet e.Kr., vid foten av Capitolium.
På grund av säkerhetsproblem och extra trappor var de översta våningarna av insulae de minst eftertraktade, och därmed de billigaste att hyra.

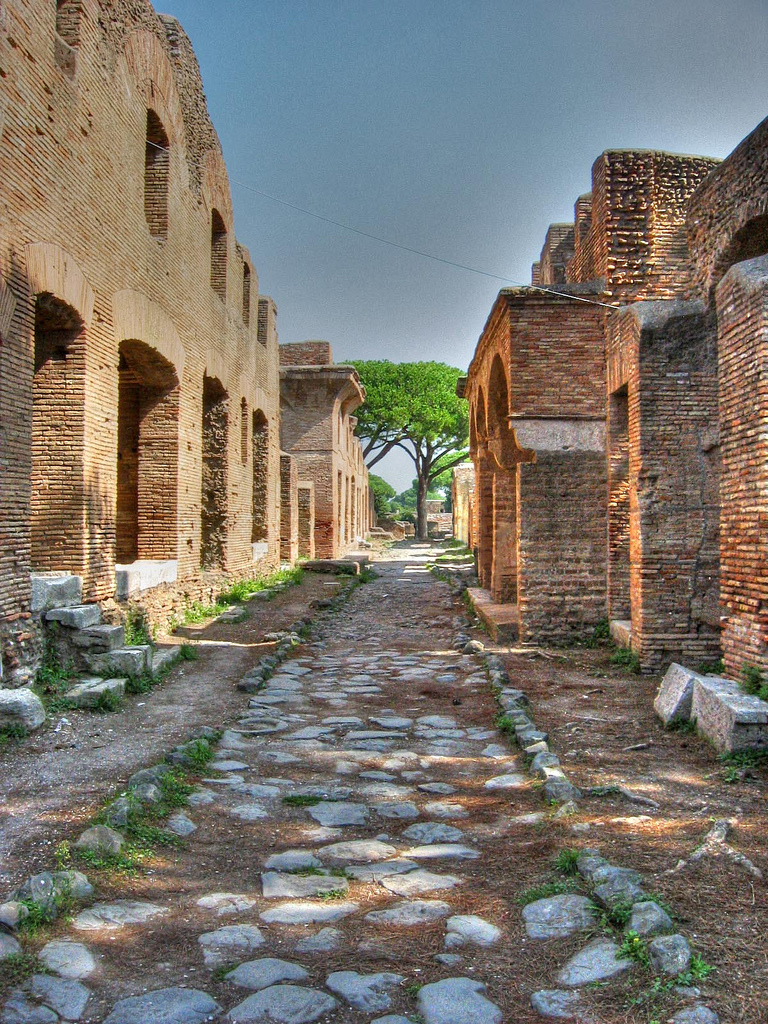
Insula från början av 2:a århundradet e.Kr. i den romerska hamnstaden Ostia Antica

Andra exempel utanför Rom är insulae vid Ostia Antica. De ger en inblick i hur en insula kan ha sett ut under andra och tredje århundradena e.Kr. Dessa speciella strukturer på Ostia är också unika genom att de visar exempel på lyxiga insulae. Det är oklart hur vanliga dessa lyxiga insulae var. Planritningen låter oss själva avgöra vad som utmärker en av dessa lyxiga insulae. För det första finns det ett rektangulärt bostadsutrymme som kallas medianum varifrån alla andra rum kan nås. Dessa anslutna mottagningsrum var olika stora i vardera änden och var vanligtvis uppdelade ytterligare i två separata rum men ibland förblev var och en som ett. Stora glasade fönster släppte in ljus i dessa rum. Dessa fönster har ofta utsikt över en trädgård, innergård eller gatan. På de intilliggande sidorna av medianum fanns vanligtvis två Cubicula. Större insulae vid Ostia tyder på att de övre våningarna kunde ha haft kök, latriner och till och med vattenledningar. Ytterligare lyxiga detaljer i Ostia är utsmyckade pilastrar eller pelare som dekorerar ytterdörrar till trappor som leder upp till lägenheterna. Dekorationerna tyder på att dessa speciella insulae hyste rika personer som bodde där långsiktigt.
Enkla två- till fyrarumslägenheter fanns också i Ostia för de lägre klasserna som bor på en insula. Som man kan se i Casa Di Diana innehåller bottenvåningen en smal korridor med flera dåligt upplysta celler som leder till vad som tros vara ett gemensamt vardagsrum. Denna typ av isolering kan också hittas vid Capitolium i Rom, vilket kan tyda på att just denna utformning kunde ha varit en vanlig lösning på den höga efterfrågan på bostäder vid den tiden. Latrin och cistern för dricksvatten verkar också delas. Denna typ av delat boende avsedd för de lägre klasserna hyrdes sannolikt både av korttidsinvånare eller fungerade som ett värdshus för korttidsanställda eller ambulerande arbetare. Detta är dock bara gissningar eftersom det inte finns några direkta bevis till stöd för hur de uppdelades eller hur många som bebodde utrymmet samtidigt.

## Reglering och administration
Augustus införde reformer som syftade till att öka säkerheten för byggnader Rom. På grund av farorna med brand och kollaps begränsades höjden på insulae av Augustus till 70 romerska fot (20,7 m), och senare till en ospecificerad mängd av kejsaren Nero efter den stora branden i Rom 64 e.Kr. Kejsaren Trajanus minskade höjden till 60 romerska fot (17,75 m). Enligt de regionala katalogerna från det fjärde århundradet fanns det cirka 42 000–46 000 insulae i staden, jämfört med cirka 1 790 domus i slutet av 300-talet. Uppgifter om antalet insulae och i mindre utsträckning domus används för klassisk demografi. Stadens befolkning i slutet av det tredje  århundradet tros ha varierat mellan 700 000 och 800 000, ner från mer än 1 miljon, baserat också på siffror för mängden spannmål som krävdes för att föda befolkningen i Rom och omgivande områden.